# Raïon de Zolotonocha
Le raïon de Zolotonocha (en ukrainien : Золотоніський район) est un raïon situé dans l'oblast de Tcherkassy en Ukraine. Son chef-lieu est Zolotonocha.
Avec la réforme administrative de 2020, le raïon fusionne avec ceux de Drabiv, de Tchornobaï.

## Lieux culturels

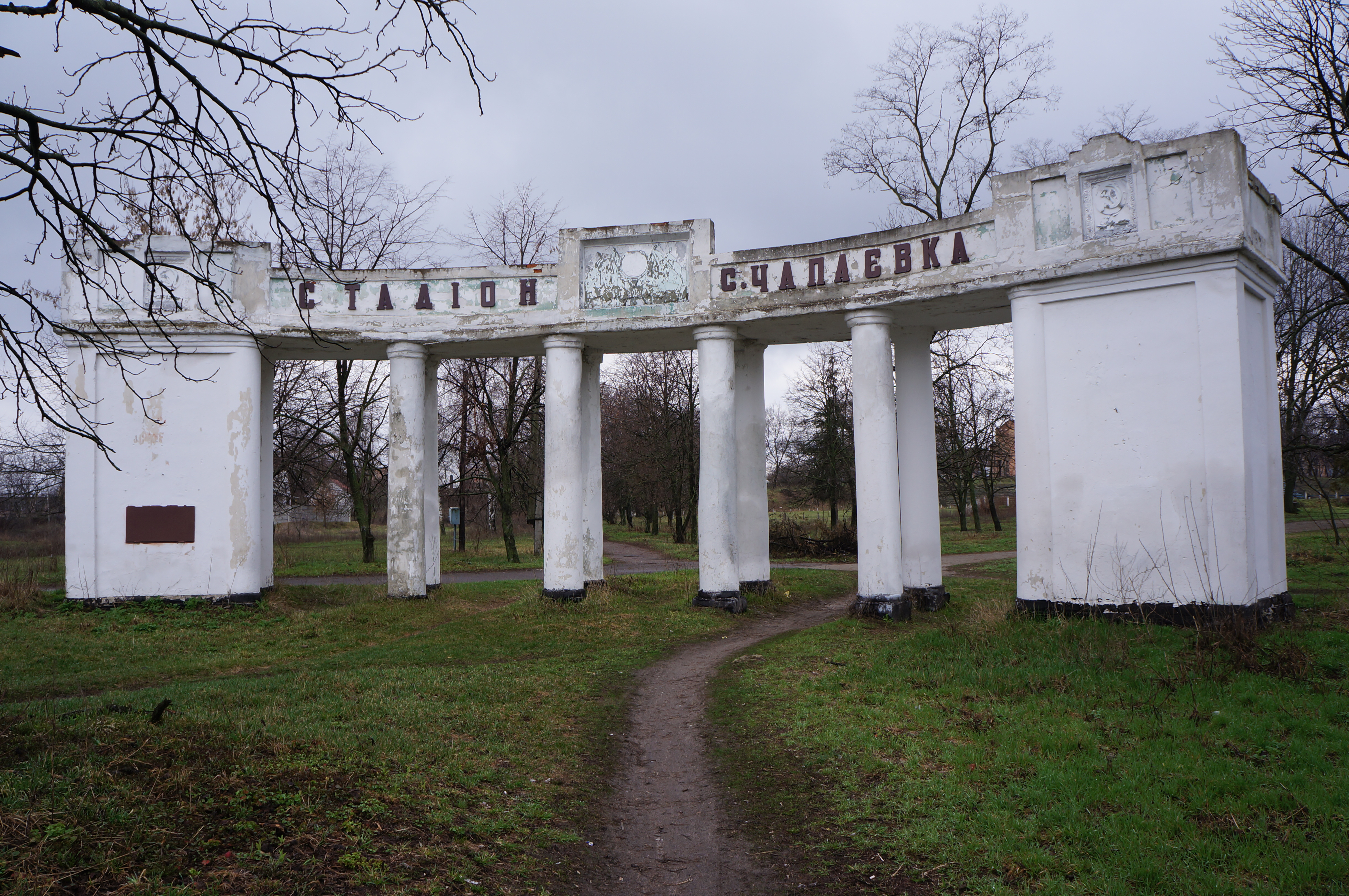
Le stade de Blahodatne, classé
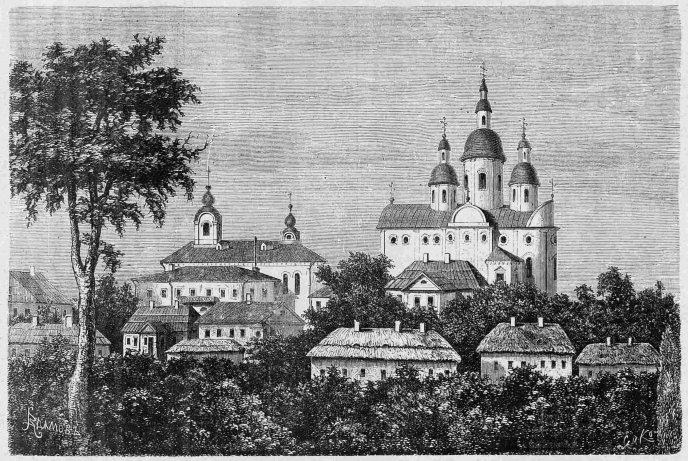
le Monastère de Krasnohorsk pour femmes, classé
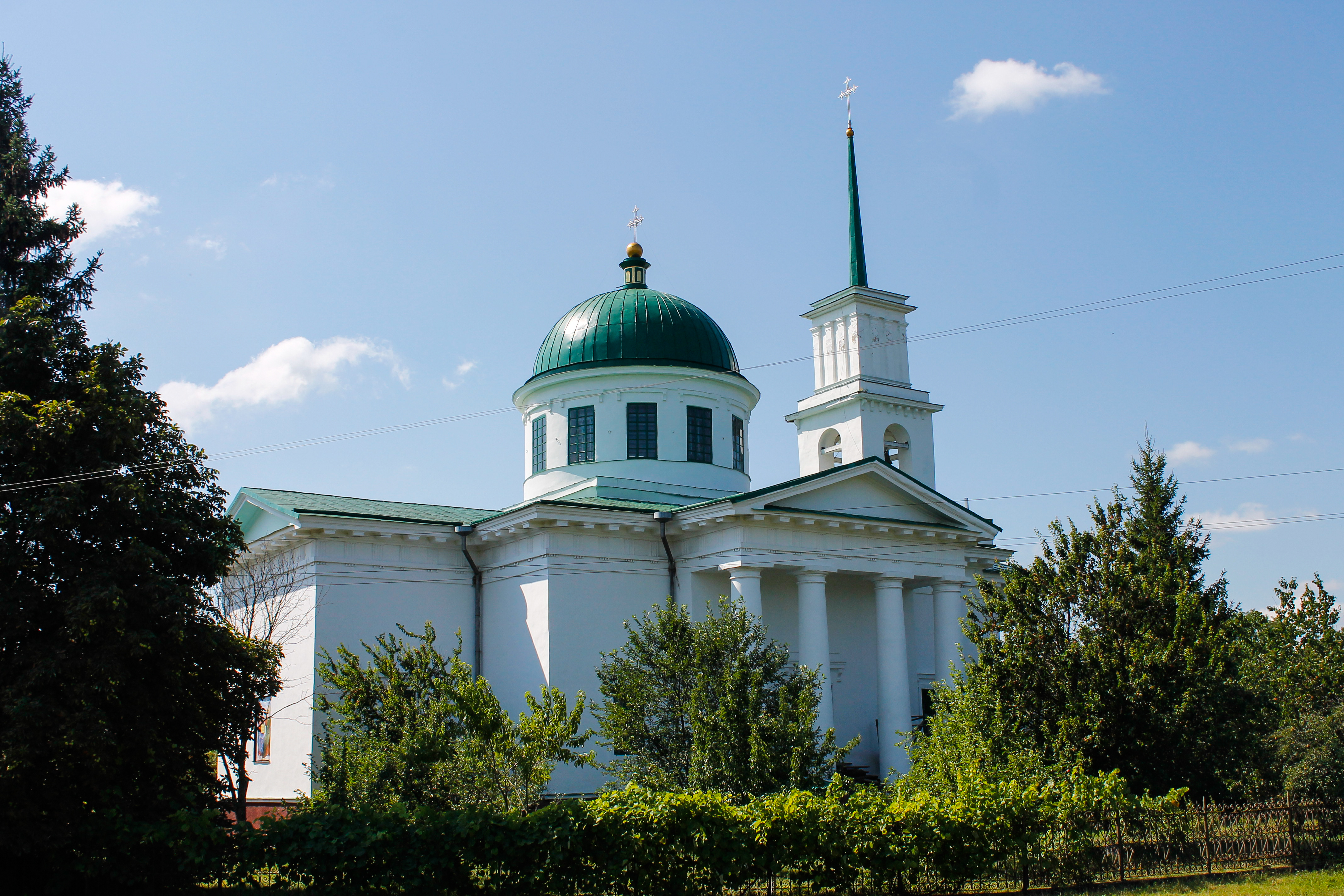
l'église de la Trinité de Helmiaziv, classée[3],
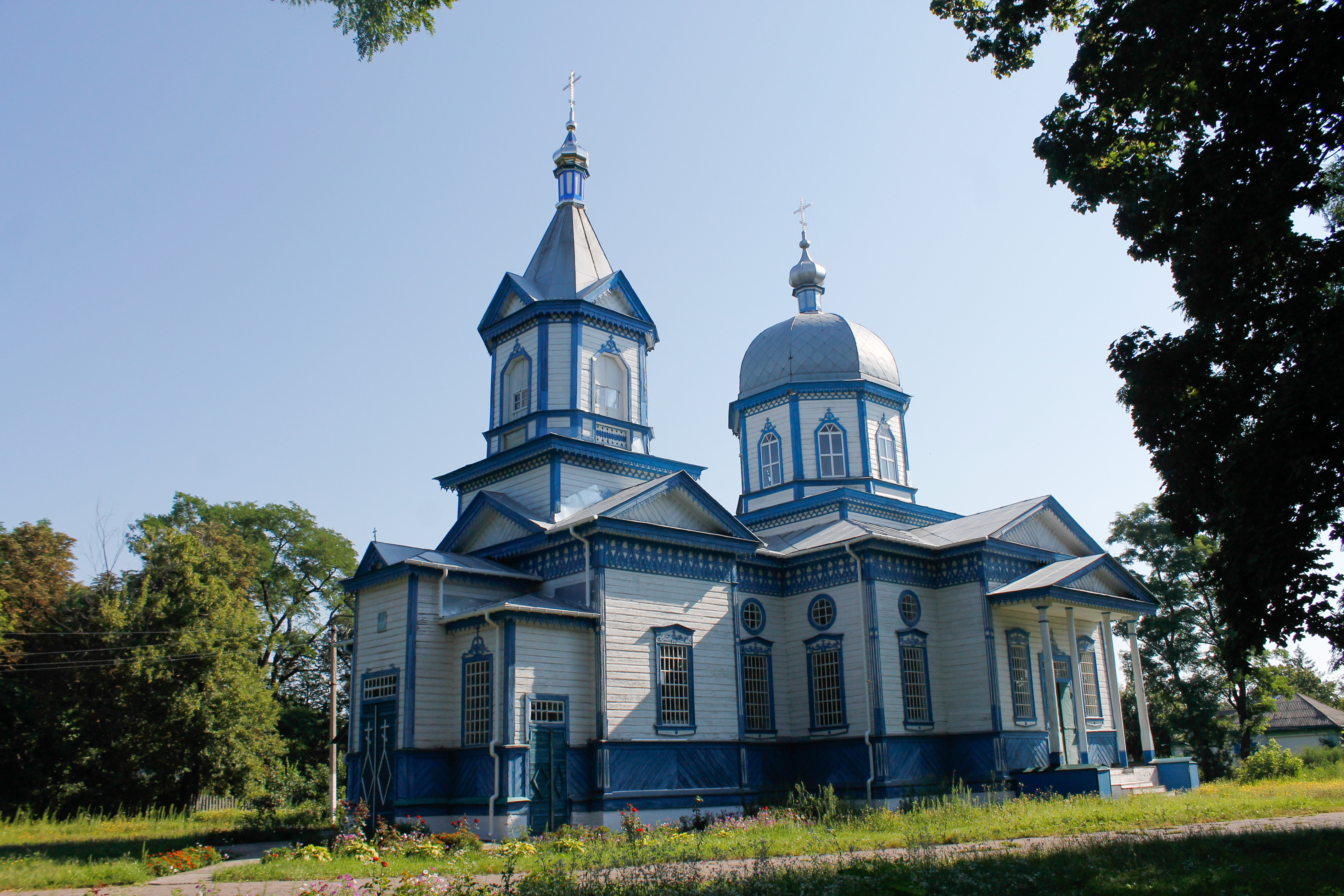
et celle de Skorikivka, classée[4].
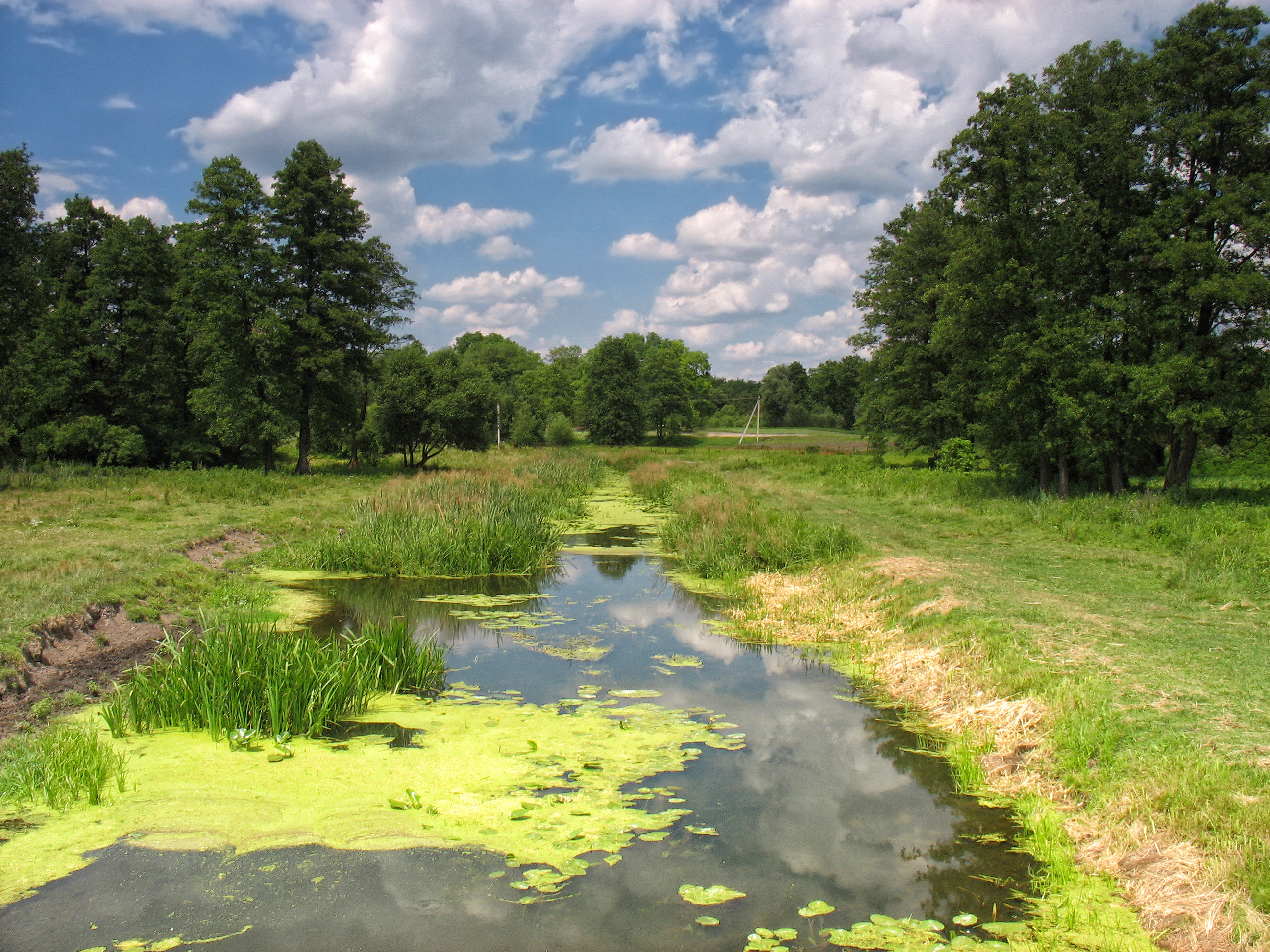
La forêt de Bakaïvka, classée[5],
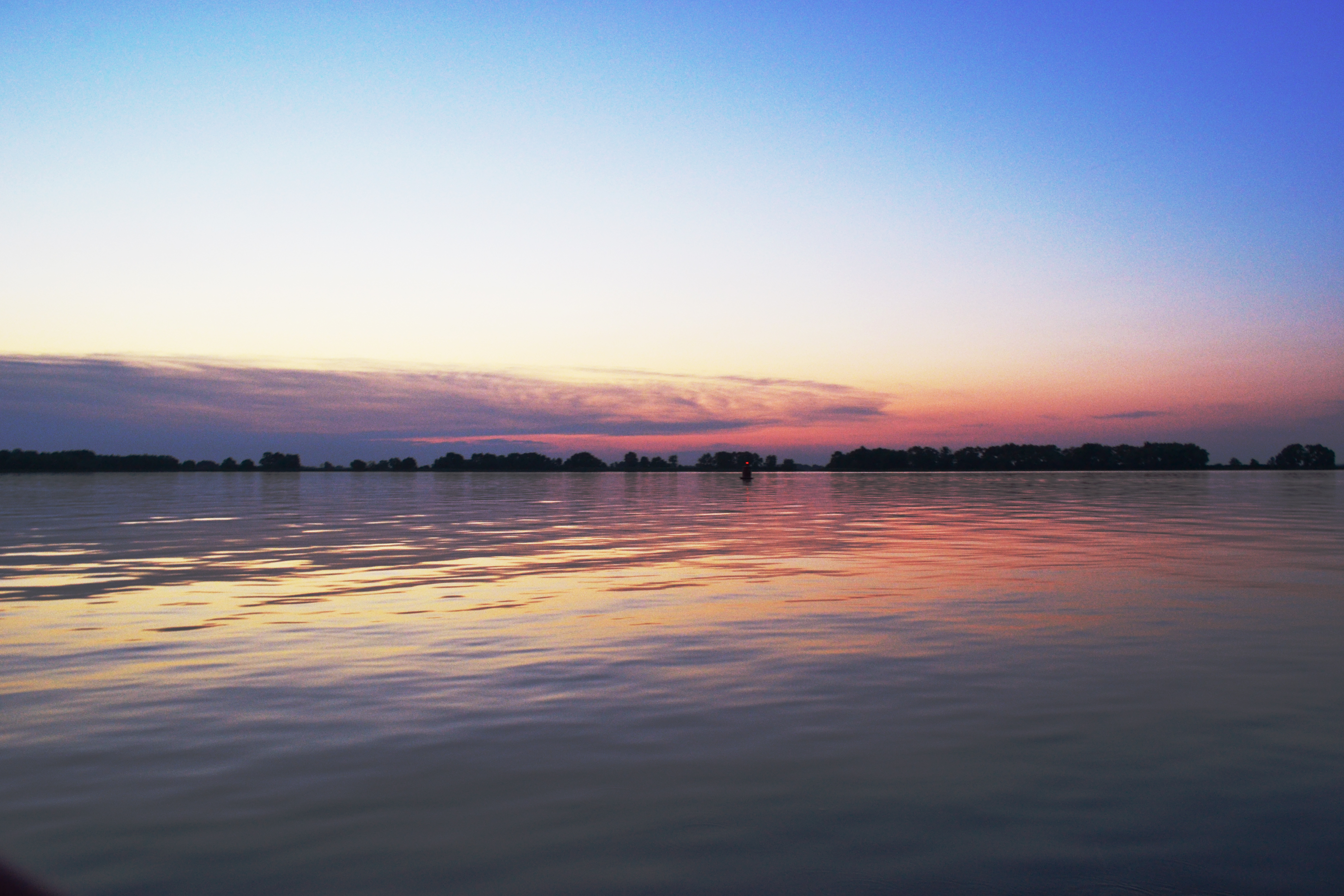
le sanctuaire de Lipivsky, classé[6],.